# 劉復亨
劉復亨（？—1283年），字誠之，漢人武将，元朝征东行省左副都元帅。

## 生平
他出身山東東平齊河，他父親劉通是行軍千户，也是漢人世侯嚴實的手下，任德州軍民總管。
劉復亨年輕時隨蒙哥遠征南宋，後成為忽必烈侍衛親軍的隊長並提供兵糧和私財平定漢人軍閥李璮的叛乱。至元9年（1272年）任昭勇大将軍、鳳州等處経略使，至元10年（1273年）任征東左副都元帥。
他在博多登陸後的百道原・姪濱之戰，被少貳景資射中引起元軍亂陣撤退。元軍撤回後他因戰敗被降職，他也有參與弘安之役，至元15年（1278年）任太平路總管、鎮國上將軍、淮西道宣慰使都元帥。至元20年（1283年）任奉國上將軍、同年3月死去。
有子劉浩、劉澤、劉澧、劉淵、劉淮。

## 影視形象

### 动画片
| 配音     | 年份   | 作品                     |
| 子安武人 | 2018年 | 《Angolmois 元寇合戰記》 |

## 扩展阅读
[在维基数据编辑]
 《新元史/卷143》，出自柯劭忞《新元史》